# Adama Zuria
Pour les articles homonymes, voir Adama.
Adama Zuria est un woreda de la zone Misraq Shewa de la région Oromia en Éthiopie. Adama Zuria a 155 349 habitants en 2007. Il ne reprend de l'ancien woreda Adama que le territoire entourant la ville d'Adama, également appelée Nazret, qui est devenue un woreda spécial.

## Situation
Adama Zuria s'étend autour d'Adama dans la vallée du Grand Rift. Le woreda est bordé au sud par l'Awash qui le sépare de la zone Arsi, au sud-ouest par le lac Koka qui le sépare du woreda Bora, à l'ouest par le woreda Lome, au nord par la région Amhara et à l'est par le woreda Boset.
Le woreda comporte plusieurs petites villes telles que Wenji Gefersa et Sodere.

## Population
Au recensement de 1994, la ville et le territoire environnant forment un unique woreda appelé Adama qui a 261 341 habitants.
Le woreda Adama Zuria apparait au recensement de 2007 avec 155 349 habitants dont 84 % de population rurale tandis que le woreda spécial Adama, entièrement urbain, a 220 212 habitants à la même date.
En 2020, la population d'Adama Zuria est estimée, par projection des taux de 2007, à 197 496 personnes.